# سولفالن
سولفالن(به انگلیسی: Sulfalene) (INN ,USAN) یا سولفامتوپیرازین(به انگلیسی: sulfametopyrazine) (BAN) یک داروی ضد باکتری سولفونامید طولانی اثر است که برای درمان برونشیت مزمن، عفونت‌های ادراری و مالاریا استفاده می‌شود. از سال ۲۰۱۴ فقط در دو کشور تایلند و ایرلند به بازار عرضه می‌شود.
این دارو نخستین بار توسط محققان شرکت Farmitalia کشف و برای اولین بار در سال ۱۹۶۰ با نام تجاری Kelfizina به بازار عرضه شد.